# صوم يوم عاشوراء
صوم يوم عاشوراء، و«عاشوراء» بالمد على المشهور، وحكي فيه القصر هو العاشر من شهر المحرم، وهذا قول الخليل وغيره، وقال الزين بن المنير: الأكثر على أن عاشوراء هو اليوم العاشر من شهر الله المحرم، وهو مقتضى الاشتقاق والتسمية، وقيل: هو اليوم التاسع، وهو قول ابن عباس، ولكن أكثر العلماء على أنه يوم العاشر من المحرم. وصيامه مستحب لمن شاء بغير إلزام، وفي صحيح البخاري: «عن عمر بن محمد عن سالم عن أبيه رضي الله عنه قال قال النبي ﷺ: «يوم عاشوراء إن شاء صام»». قال النووي: والمشهور في اللغة أن عاشوراء وتاسوعاء ممدودان وحكى قصرهما.

## حكم صوم عاشوراء
تعد أيام شهر المحرم من الأيام التي يستحب صيامها، وهذا يستلزم أن يكون يوم عاشوراء مما دخل ضمن هذا الاستحباب، بالإضافة إلى ما اختص به هذا اليوم في التشريع الإسلامي، وفي الحديث: «عن ابن عمر رضى الله تعالى عنهما قال صام النبي ﷺ عاشوراء وأمر بصيامه، فلما فرض رمضان ترك وكان عبد الله لا يصومه إلا أن يوافق صومه». وبهذا الحديث استدل القائلون بأنه كان مفروضا في صدر الإسلام ثم نسخ فرضه بفرض صوم شهر رمضان. ثم إن العلماء اتفقوا جميعا على أن صوم يوم عاشوراء اليوم مسنون، وأنه غير مفروض، وإنما اختلفوا في حكم صيامه قبل فرض صوم رمضان، كما ذكر النووي في شرح صحيح مسلم، وذكر في ذلك قولان أحدهما: أنه كان واجبا في أول الإسلام ثم نسخ وجوبه بفرض صوم رمضان، وهو قول أبي حنيفة، وأحد وجهين عند الشافعية. وثانيهما: أنه مستحب ولكنه كان قبل فرض صوم رمضان مستحب على وجه التأكيد، وهو المشهور من الوجهين عند الشافعية.
وقد كان صوم يوم عاشواء قبل الإسلام مما كان الناس يعرفونه وكانوا يصومونه، وقد جاء الإسلام بتأكيد صيامه، باعتبار أن الصوم عبادة لله، وأن الشرع الإسلامي قد يتوافق مع ما في الشرائع السابقة مما هو مشروع بوجه صحيح. وفي الحديث: «عن عائشة رضى الله تعالى عنها: أن قريشا كانت تصوم يوم عاشوراء في الجاهلية، ثم أمر رسول الله ﷺ بصيامه حتى فرض رمضان، وقال رسول الله ﷺ: من شاء فليصمه ومن شاء أفطر».
ولمسلم في صحيحه: «عن عائشة رضي الله عنها قالت: كانت قريش تصوم عاشوراء في الجاهلية وكان رسول الله ﷺ يصومه فلما هاجر إلى المدينة صامه وأمر بصيامه فلما فرض شهر رمضان قال: «من شاء صامه ومن شاء تركه». وحدثنا أبو بكر بن أبي شيبة وأبو كريب قالا حدثنا ابن نمير عن هشام بهذا الإسناد ولم يذكر في أول الحديث وكان رسول الله صلى الله عليه وسلم يصومه وقال في آخر الحديث وترك عاشوراء فمن شاء صامه ومن شاء تركه ولم يجعله من قول النبي ﷺ كرواية جرير».
قال النووي: «اتفق العلماء على أن صوم يوم عاشوراء اليوم سنة ليس بواجب واختلفوا في حكمه في أول الإسلام حين شرع صومه قبل صوم رمضان فقال أبو حنيفة: كان واجبا واختلف أصحاب الشافعي فيه على وجهين مشهورين أشهرهما عندهم: أنه لم يزل سنة من حين شرع ولم يكن واجبا قط في هذه الأمة ولكنه كان متأكد الاستحباب فلما نزل صوم رمضان صار مستحبا دون ذلك الاستحباب والثاني: كان واجبا كقول أبي حنيفة». قال: وتظهر فائدة الخلاف في اشتراط نية الصوم الواجب من الليل فأبو حنيفة لا يشترطها ويقول كان الناس مفطرين أول يوم عاشوراء ثم أمروا بصيامه بنية من النهار ولم يؤمروا بقضائه بعد صومه وأصحاب الشافعي يقولون كان مستحبا فصح بنية من النهار ويتمسك أبو حنيفة بقوله: «أمر بصيامه» والأمر للوجوب وبقوله «فلما فرض رمضان قال من شاء صامه ومن شاء تركه» ويحتج الشافعية بقوله هذا «يوم عاشوراء ولم يكتب الله عليكم صيامه».
قال النووي: "وقوله ﷺ: «من شاء صامه ومن شاء تركه» معناه أنه ليس متحتما، فأبو حنيفة يقدره ليس بواجب والشافعية يقدرونه ليس متأكدا أكمل التأكيد وعلى المذهبين فهو سنة مستحبة الآن من حين قال النبي ﷺ هذا الكلام". قال القاضي عياض: وكان بعض السلف يقول: كان صوم عاشوراء فرض وهو باق على فرضيته لم ينسخ قال وانقرض القائلون بهذا وحصل الإجماع على أنه ليس بفرض وإنما هو مستحب، وروى عن بن عمر كراهة قصد صومه وتعيينه بالصوم والعلماء مجمعون على استحبابه وتعيينه للأحاديث وأما قول ابن مسعود: كنا نصومه ثم ترك فمعناه: أنه لم يبق كما كان من الوجوب وتأكد الندب.

## عند الشيعة
أختلف فقهاء الشيعة في صوم عاشوراء بسبب ورود روايات صحيحة السند متناقضة فيه(1) ، فهم على أرباع أقسام تقريبا:
1. صوم عاشوراء بقصد التبرك والفرح والسرور والاعتقاد ببركة اليوم وسعادته فهذا مجمع على تحريمه.[5][6][7]
2. صوم عاشوراء بقصد الحزن بمصاب الحسين و آل محمد والجزع لما حل بعترته ، فهذا مستحب وهو قول : السيد الخوئي[8] ، الطوسي[9] ، محمد حسين النجفي[10] المحقق الحلي[11] محمد العاملي[12] الشيخ المفيد[13] ، ابن فهد الحلي[14] المحقق الكركي[15] الشهيد الثاني[16]
3. أن صوم عاشوراء بقصد الحزن بمصاب الحسين مكروه وليس حرام : وهو قول علي السيستاني[17] ، كاظم اليزدي[18] ، جواد التبريزي[19] ، العلامة الحلي[20]
4. أن الصوم بقصد الحزن بمصاب الحسين محرم : وهو قول يوسف البحراني[21] بشير النجفي[22]